# Ronica
Ronica (niem. Rönz) – osada w Polsce położona w województwie zachodniopomorskim, w powiecie kamieńskim, w gminie Golczewo.
W latach 1975–1998 miejscowość administracyjnie należała do województwa szczecińskiego.

## Zabytki
- park dworski, z połowy XIX, nr rej.: A-1318z 10.06.1978, pozostałość po dworze.